# Lista finalelor Cupei Campionilor Europeni și a Ligii Campionilor
Liga Campionilor UEFA este o competiție fotbalistică anuală, care a fost fondată în 1955. Liga Campionilor UEFA este deschisă pentru toate campioanele din toate ligile ale căror federații sunt membre UEFA (Uniunea Asociațiilor Europene de Fotbal) (cu excepția Liechtenstein, care nu are campionat), precum și cluburilor care termină de la locul doi până la locul patru în cele mai puternice campionate. Înainte de sezonul 1992–93, turneul se numea Cupa Campionilor Europeni. Inițial, numai câștigătoarea campionatului intern și câștigătoarea turneului precedent puteau participa. Cu toate acestea, acest lucru a fost schimbat în 1997, pentru a permite clasatelor de pe locul doi din ligile puternice să participe la turneu; de asemenea, Campioana en-titre a competiției nu s-a calificat în mod automat până când regulile au fost modificate în 2005 pentru a permite deținătorilor titlului Liverpool să intre în competiție. Real Madrid a câștigat competiția inaugurală, învingând Stade de Reims, în finala din 1956.
Echipele care au câștigat UEFA Champions League de trei ori consecutiv, sau de cinci ori în total, primesc o insignă ca multi câștigători. Înainte de 2009, în cazul în care o echipă câștiga trofeul Ligii Campionilor UEFA de trei ori la rând, sau de cinci ori în ansamblu, li se permitea să păstreze Trofeul Ligii Campionilor, iar unul nou era comandat. Șașe echipe au câștigat acest privilegiu: Real Madrid, Ajax Amsterdam, FC Barcelona, Bayern München, AC Milan și Liverpool. Cu toate acestea, din 2009, trofeul original, care este dat câștigătorilor în momentul victoriei, este reținut de către UEFA, iar o replică de aceleași dimensiuni este produsă pentru campionii acelui sezon.
Un total de 23 de cluburi au câștigat Liga Campionilor/Cupa Campionilor Europeni. Real Madrid deține recordul pentru cele mai multe victorii, câștigând competiția de 15 ori, inclusiv ediția inaugurală. De asemenea, ei au câștigat competiția de cele mai multe ori consecutive, cu cinci titluri consecutive din 1956 până în 1960. Juventus a fost pe locul doi de cele mai multe ori, pierzând șapte finale. Atlético Madrid este singura echipă care a ajuns în trei finale fără să fi câștigat trofeul, în timp ce Reims și Valencia au terminat pe locul doi de două ori fără să câștige. Spania a oferit cei mai mulți campioni, cu douăzeci de victorii de la două cluburi. Anglia a produs cincisprezece câștigători dintr-un record de șase cluburi, iar Italia a produs doisprezece câștigători de la trei cluburi. Echipele engleze au fost interzise din competiție timp de cinci ani după dezastrul Heysel din 1985. Câștigătoarea actuală este Paris Saint Germain care a învins Inter Milan cu 5–0 în finala din 2025.
În timp ce locul finalei este ales cu mult timp înainte, în patru ocazii cluburile au ajuns la o finală programată să se joace pe propriul stadion; Real Madrid a câștigat a doua cupă europeană pe Stadionul Santiago Bernabéu în 1957, în timp ce în 1965 Inter Milano a câștigat și al doilea titlu în finala de la San Siro. În 1984, Stadio Olimpico din Roma a fost locul de desfășurare și a văzut-o pe AS Roma învinsă la penalty-uri de Liverpool FC, în timp ce în 2012, Allianz Arena a găzduit finala dintre Bayern Munchen și Chelsea FC, pe care clubul englez a câștigat-o și la penalty-uri.

## Lista finalelor
| † | Meci decis după prelungiri  |
| * | Meci decis după penalty-uri |
| & | Meci rejucat                |

| Sezon     | Țară          | Campion              | Scor | Vicecampion              | Țară          | Stadion                                     | Spectatori |
| --------- | ------------- | -------------------- | ---- | ------------------------ | ------------- | ------------------------------------------- | ---------- |
| 1955–56   | Spania        | Real Madrid          | 4–3  | Stade de Reims           | Franța        | Parc des Princes, Paris                     | 38.239     |
| 1956–57   | Spania        | Real Madrid          | 2–0  | Fiorentina               | Italia        | Santiago Bernabéu, Madrid                   | 124.000    |
| 1957–58   | Spania        | Real Madrid          | 3–2† | AC Milan                 | Italia        | Stadionul Heysel, Bruxelles                 | 67.000     |
| 1958–59   | Spania        | Real Madrid          | 2–0  | Stade de Reims           | Franța        | Neckarstadion, Stuttgart                    | 72.000     |
| 1959–60   | Spania        | Real Madrid          | 7–3  | Eintracht Frankfurt      | Germania      | Hampden Park, Glasgow                       | 127.621    |
| 1960–61   | Portugalia    | Benfica              | 3–2  | Barcelona                | Spania        | Stadionul Wankdorf, Berna                   | 26.732     |
| 1961–62   | Portugalia    | Benfica              | 5–3  | Real Madrid              | Spania        | Olympisch Stadion, Amsterdam                | 61.257     |
| 1962–63   | Italia        | Milan                | 2–1  | Benfica                  | Portugalia    | Wembley Stadium, Londra                     | 45.715     |
| 1963–64   | Italia        | Inter Milano         | 3–1  | Real Madrid              | Spania        | Stadionul Prater, Viena                     | 71.333     |
| 1964–65   | Italia        | Inter Milano         | 1–0  | Benfica                  | Portugalia    | San Siro, Milano                            | 89.000     |
| 1965–66   | Spania        | Real Madrid          | 2–1  | Partizan                 | Iugoslavia    | Stadionul Heysel, Bruxelles                 | 46.745     |
| 1966–67   | Scoția        | Celtic               | 2–1  | Inter Milano             | Italia        | Estádio Nacional, Lisabona                  | 45.000     |
| 1967–68   | Anglia        | Manchester United    | 4–1† | Benfica                  | Portugalia    | Wembley Stadium, Londra                     | 92.225     |
| 1968–69   | Italia        | AC Milan             | 4–1  | Ajax                     | Țările de Jos | Santiago Bernabéu, Madrid                   | 31.782     |
| 1969–70   | Țările de Jos | Feyenoord            | 2–1† | Celtic                   | Scoția        | San Siro, Milano                            | 53.187     |
| 1970–71   | Țările de Jos | Ajax                 | 2–0  | Panathinaikos            | Grecia        | Wembley Stadium, Londra                     | 83.179     |
| 1971–72   | Țările de Jos | Ajax                 | 2–0  | Inter Milano             | Italia        | De Kuip, Rotterdam                          | 61.354     |
| 1972–73   | Țările de Jos | Ajax                 | 1–0  | Juventus                 | Italia        | Stadionul Steaua Roșie, Belgrad             | 89.484     |
| 1973–74   | Germania      | Bayern München       | 4–0& | Atlético Madrid          | Spania        | Stadionul Heysel, Bruxelles                 | 72.047     |
| 1974–75   | Germania      | Bayern München       | 2–1  | Leeds United             | Anglia        | Parc des Princes, Paris                     | 48.374     |
| 1975–76   | Germania      | Bayern München       | 1–0  | Saint-Étienne            | Franța        | Hampden Park, Glasgow                       | 54.864     |
| 1976–77   | Anglia        | Liverpool            | 3–1  | Borussia Mönchengladbach | Germania      | Stadio Olimpico, Roma                       | 52.078     |
| 1977–78   | Anglia        | Liverpool            | 1–0  | Club Brugge              | Belgia        | Wembley Stadium, Londra                     | 92.500     |
| 1978–79   | Anglia        | Nottingham Forest    | 1–0  | Malmö FF                 | Suedia        | Olympiastadion, München                     | 57.500     |
| 1979–80   | Anglia        | Nottingham Forest    | 1–0  | Hamburg                  | Germania      | Santiago Bernabéu, Madrid                   | 51.000     |
| 1980–81   | Anglia        | Liverpool            | 1–0  | Real Madrid              | Spania        | Parc des Princes, Paris                     | 48.360     |
| 1981–82   | Anglia        | Aston Villa          | 1–0  | Bayern München           | Germania      | De Kuip, Rotterdam                          | 46.000     |
| 1982–83   | Germania      | Hamburg              | 1–0  | Juventus                 | Italia        | Stadionul Olimpic, Atena                    | 73.500     |
| 1983–84   | Anglia        | Liverpool            | 1*–1 | Roma                     | Italia        | Stadio Olimpico, Roma                       | 69.693     |
| 1984–85   | Italia        | Juventus             | 1–0  | Liverpool                | Anglia        | Stadionul Heysel, Bruxelles                 | 58.000     |
| 1985–86   | România       | Steaua București     | 0*–0 | Barcelona                | Spania        | Ramón Sánchez Pizjuán, Sevilla              | 70.000     |
| 1986–87   | Portugalia    | Porto                | 2–1  | Bayern München           | Germania      | Prater Stadium, Viena                       | 57.500     |
| 1987–88   | Țările de Jos | PSV Eindhoven        | 0*–0 | Benfica                  | Portugalia    | Neckarstadion, Stuttgart                    | 68.000     |
| 1988–89   | Italia        | AC Milan             | 4-0  | Steaua București         | România       | Camp Nou, Barcelona                         | 97.000     |
| 1989–90   | Italia        | AC Milan             | 1–0  | Benfica                  | Portugalia    | Prater Stadium, Viena                       | 57.558     |
| 1990–91   | Iugoslavia    | Steaua Roșie Belgrad | 0*–0 | Marseille                | Franța        | Stadio San Nicola, Bari                     | 56.000     |
| 1991–92   | Spania        | Barcelona            | 1–0† | Sampdoria                | Italia        | Wembley Stadium, Londra                     | 70.827     |
| 1992–93   | Franța        | Marseille            | 1–0  | AC Milan                 | Italia        | Olympiastadion, München                     | 64.400     |
| 1993–94   | Italia        | AC Milan             | 4–0  | Barcelona                | Spania        | Stadionul Olimpic, Atena                    | 70.000     |
| 1994–95   | Țările de Jos | Ajax                 | 1–0  | AC Milan                 | Italia        | Ernst-Happel-Stadion, Viena                 | 49.730     |
| 1995–96   | Italia        | Juventus             | 1*–1 | Ajax                     | Țările de Jos | Stadio Olimpico, Roma                       | 70.000     |
| 1996–97   | Germania      | Borussia Dortmund    | 3–1  | Juventus                 | Italia        | Olympiastadion, München                     | 59.000     |
| 1997–98   | Spania        | Real Madrid          | 1–0  | Juventus                 | Italia        | Amsterdam Arena, Amsterdam                  | 48.500     |
| 1998–99   | Anglia        | Manchester United    | 2–1  | Bayern München           | Germania      | Camp Nou, Barcelona                         | 90.245     |
| 1999–2000 | Spania        | Real Madrid          | 3–0  | Valencia                 | Spania        | Stade de France, Saint-Denis                | 80.000     |
| 2000–01   | Germania      | Bayern München       | 1*–1 | Valencia                 | Spania        | San Siro, Milano                            | 71.500     |
| 2001–02   | Spania        | Real Madrid          | 2–1  | Bayer Leverkusen         | Germania      | Hampden Park, Glasgow                       | 50.499     |
| 2002–03   | Italia        | AC Milan             | 0*–0 | Juventus                 | Italia        | Old Trafford, Manchester                    | 62.315     |
| 2003–04   | Portugalia    | Porto                | 3–0  | AS Monaco                | Franța        | Arena AufSchalke, Gelsenkirchen             | 53.053     |
| 2004–05   | Anglia        | Liverpool            | 3*–3 | AC Milan                 | Italia        | Atatürk Olympic Stadium, Istanbul           | 69.000     |
| 2005–06   | Spania        | Barcelona            | 2–1  | Arsenal                  | Anglia        | Stade de France, Saint-Denis                | 79.610     |
| 2006–07   | Italia        | AC Milan             | 2–1  | Liverpool                | Anglia        | Stadionul Olimpic, Atena                    | 63.000     |
| 2007–08   | Anglia        | Manchester United    | 1*–1 | Chelsea                  | Anglia        | Luzhniki Stadium, Moscova                   | 67.310     |
| 2008–09   | Spania        | Barcelona            | 2–0  | Manchester United        | Anglia        | Stadio Olimpico, Roma                       | 62.467     |
| 2009–10   | Italia        | Inter Milano         | 2–0  | Bayern München           | Germania      | Santiago Bernabéu, Madrid                   | 73.490     |
| 2010–11   | Spania        | Barcelona            | 3–1  | Manchester United        | Anglia        | Wembley Stadium, Londra                     | 87.695     |
| 2011–12   | Anglia        | Chelsea              | 1*–1 | Bayern München           | Germania      | Allianz Arena, München                      | 62.500     |
| 2012–13   | Germania      | Bayern München       | 2–1  | Borussia Dortmund        | Germania      | Wembley Stadium, Londra                     | 86.298     |
| 2013–14   | Spania        | Real Madrid          | 4–1† | Atlético Madrid          | Spania        | Estádio da Luz, Lisabona                    | 60.976     |
| 2014–15   | Spania        | Barcelona            | 3–1  | Juventus                 | Italia        | Olympiastadion, Berlin                      | 70.442     |
| 2015–16   | Spania        | Real Madrid          | 1*–1 | Atlético Madrid          | Spania        | San Siro, Milano                            | 71.942     |
| 2016–17   | Spania        | Real Madrid          | 4–1  | Juventus Torino          | Italia        | Millennium Stadium, Cardiff                 | 65.842     |
| 2017-18   | Spania        | Real Madrid          | 3-1  | Liverpool                | Anglia        | Stadionul Olimpic, Kiev                     | 61.561     |
| 2018-19   | Anglia        | Liverpool            | 2-0  | Tottenham Hotspur        | Anglia        | Wanda Metropolitano, Madrid                 | 63.272     |
| 2019-20   | Germania      | Bayern München       | 1-0  | Paris Saint-Germain FC   | Franța        | Estádio da Luz, Lisabona                    | 0          |
| 2020-21   | Anglia        | Chelsea FC           | 1-0  | Manchester City FC       | Anglia        | Estádio do Dragão, Porto                    | 14.110     |
| 2021-22   | Spania        | Real Madrid          | 1-0  | Liverpool                | Anglia        | Stade de France, Saint-Denis                | 75.000     |
| 2022-23   | Anglia        | Manchester City      | 1-0  | Inter Milan              | Italia        | Stadionul Olimpic Atatürk, Istanbul, Turcia | 71.412     |
| 2023-24   | Spania        | Real Madrid          | 2-0  | Borussia Dortmund        | Germania      | Stadionul Wembley, Londra, Regatul Unit     | 86.212     |
| 2024-25   | Franța        | Paris Saint Germain  | 5-0  | Inter Milan              | Italia        | Allianz Arena, München                      | 64.327     |
| 2025-26   | - -           | - -                  | -    | -                        | - -           | - --                                        | ---        |

## Performanțe

### După club
| Club Sportiv        | Campioni | Anii în care au câștigat                                                                 | Finaliști | Anii în care au pierdut                  |      |
| Spania              |          |                                                                                          |           |                                          |      |
| ------------------- | -------- | ---------------------------------------------------------------------------------------- | --------- | ---------------------------------------- | ---- |
| Real Madrid         | 15       | 1956, 1957, 1958, 1959, 1960, 1966, 1998, 2000, 2002, 2014, 2016, 2017, 2018, 2022, 2024 | 3         | 1962, 1964, 1981                         |      |
| Barcelona           | 5        | 1992, 2006, 2009, 2011, 2015                                                             | 3         | 1961, 1986, 1994                         |      |
| Atlético Madrid     | -        |                                                                                          | 3         | 1974, 2014, 2016                         |      |
| Valencia            | -        |                                                                                          | 2         | 2000, 2001                               |      |
| Italia              |          |                                                                                          |           |                                          |      |
| Milan               | 7        | 1963, 1969, 1989, 1990, 1994, 2003, 2007                                                 | 4         | 1958, 1993, 1995, 2005                   |      |
| Inter Milano        | 3        | 1964, 1965, 2010                                                                         | 4         | 1967, 1972, 2023 2025                    |      |
| Juventus            | 2        | 1985, 1996                                                                               | 7         | 1973, 1983, 1997, 1998, 2003, 2015, 2017 |      |
| Fiorentina          | -        |                                                                                          | 1         | 1957                                     |      |
| Roma                | -        |                                                                                          | 1         | 1984                                     |      |
| Sampdoria           | -        |                                                                                          | 1         | 1992                                     |      |
| Germania            |          |                                                                                          |           |                                          |      |
| Bayern              | 6        | 1974, 1975, 1976, 2001, 2013, 2020                                                       | 5         | 1982, 1987, 1999, 2010, 2012             |      |
| Dortmund            | 1        | 1997                                                                                     | 2         | 2013, 2024                               |      |
| Hamburg             | 1        | 1983                                                                                     | 1         | 1980                                     |      |
| Eintracht Frankfurt | -        |                                                                                          | 1         | 1960                                     |      |
| M'gladbach          | -        |                                                                                          | 1         | 1977                                     |      |
| Leverkusen          | -        |                                                                                          | 1         | 2002                                     |      |
| Anglia              |          |                                                                                          |           |                                          |      |
| Liverpool           | 6        | 1977, 1978, 1981, 1984, 2005, 2019                                                       | 4         | 1985, 2007, 2018, 2022                   |      |
| Manchester United   | 3        | 1968, 1999, 2008                                                                         | 2         | 2009, 2011                               |      |
| Chelsea             | 2        | 2012, 2021                                                                               | 1         | 2008                                     |      |
| Nottingham Forest   | 2        | 1979, 1980                                                                               | -         |                                          |      |
| Manchester City     | 1        | 2023                                                                                     | 1         | 2021                                     |      |
| Aston Villa         | 1        | 1982                                                                                     | -         |                                          |      |
| Leeds United        | -        |                                                                                          | 1         | 1975                                     |      |
| Arsenal             | -        |                                                                                          | 1         | 2006                                     |      |
| Tottenham           | -        |                                                                                          | 1         | 2019                                     |      |
| Olanda              |          |                                                                                          |           |                                          |      |
| Ajax                | 4        | 1971, 1972, 1973, 1995                                                                   | 2         | 1969, 1996                               |      |
| Feyenoord           | 1        | 1970                                                                                     | -         |                                          |      |
| PSV                 | 1        | 1988                                                                                     | -         |                                          |      |
| Portugalia          |          |                                                                                          |           |                                          |      |
| Benfica             | 2        | 1961, 1962                                                                               | 5         | 1963, 1965, 1968, 1988, 1990             |      |
| Porto               | 2        | 1987, 2004                                                                               | -         |                                          |      |
| Franța              |          |                                                                                          |           |                                          |      |
| Marseille           | 1        | 1993                                                                                     | 1         | 1991                                     |      |
| Reims               | -        |                                                                                          | 2         | 1956, 1959                               |      |
| Saint-Étienne       | -        |                                                                                          | 1         | 1976                                     |      |
| Monaco              | -        |                                                                                          | 1         | 2004                                     |      |
| PSG                 | 1        | 2025                                                                                     | 3         | 1                                        | 2020 |
| Serbia              |          |                                                                                          |           |                                          |      |
| Steaua Roșie        | 1        | 1991                                                                                     | -         |                                          |      |
| Partizan            | -        |                                                                                          | 1         | 1966                                     |      |
| Scoția              |          |                                                                                          |           |                                          |      |
| Celtic              | 1        | 1967                                                                                     | 1         | 1970                                     |      |
| România             |          |                                                                                          |           |                                          |      |
| Steaua București    | 1        | 1986                                                                                     | 1         | 1989                                     |      |
| Grecia              |          |                                                                                          |           |                                          |      |
| Panathinaikos       | -        |                                                                                          | 1         | 1971                                     |      |
| Belgia              |          |                                                                                          |           |                                          |      |
| Club Brugge         | -        |                                                                                          | 1         | 1978                                     |      |
| Suedia              |          |                                                                                          |           |                                          |      |
| Malmö               | -        |                                                                                          | 1         | 1979                                     |      |

### După țară
| Țara          | Câștigători | Vicecampioni | Cluburi câștigătoare                                                                                           | Vicecampioane |
| ------------- | ----------- | ------------ | --- | --- |
| Spania        | 20          | 11           | Real Madrid (15), Barcelona (5)                                                                                | Barcelona (3), Real Madrid (3), Valencia (2), Atlético Madrid (3)                                                                   |
| Anglia        | 15          | 7            | Liverpool (5), Manchester United (3), Nottingham Forest (2), Aston Villa (1), Chelsea (2), Manchester City (1) | Liverpool (2), Manchester United (2), Leeds United (1), Arsenal (1), Chelsea (1),Manchester City (1)                                |
| Italia        | 12          | 14           | AC Milan (7), Internazionale (3), Juventus (2)                                                                 | Juventus (5), AC Milan (4), Internazionale (2), Fiorentina (1), Roma (1), Sampdoria (1)                                             |
| Germania      | 7           | 10           | Bayern München (5), Hamburg (1), Borussia Dortmund (1)                                                         | Bayern München (5), Eintracht Frankfurt (1), Borussia Mönchengladbach (1), Hamburg (1), Bayer Leverkusen (1), Borussia Dortmund (1) |
| Țările de Jos | 6           | 2            | Ajax (4), Feyenoord (1), PSV Eindhoven (1)                                                                     | Ajax (2) |
| Portugalia    | 4           | 5            | Benfica (2), Porto (2)                                                                                         | Benfica (5) |
| Franța        | 1           | 5            | Marseille (1)                                                                                                  | Stade de Reims (2), Saint-Étienne (1), Marseille (1), AS Monaco (1)                                                                 |
| Iugoslavia    | 1           | 1            | Steaua Roșie Belgrad (1)                                                                                       | Partizan (1) |
| România       | 1           | 1            | Steaua București (1)                                                                                           | Steaua București (1) |
| Scoția        | 1           | 1            | Celtic (1) | Celtic (1) |
| Grecia        | 0           | 1            | — | Panathinaikos (1) |
| Belgia        | 0           | 1            | — | Club Brugge (1) |
| Suedia        | 0           | 1            | — | Malmö FF (1) |

### După oraș
| Oraș            | Câștigător | Finalist |
| --------------- | ---------- | -------- |
| Madrid          | 15         | 6        |
| Milano          | 10         | 6        |
| München         | 5          | 5        |
| Barcelona       | 5          | 3        |
| Liverpool       | 5          | 3        |
| Manchester      | 4          | 3        |
| Amsterdam       | 4          | 2        |
| Torino          | 2          | 6        |
| Lisabona        | 2          | 5        |
| Nottingham      | 2          | 0        |
| Porto           | 2          | 0        |
| Londra          | 1          | 2        |
| Glasgow         | 1          | 1        |
| Hamburg         | 1          | 1        |
| București       | 1          | 2        |
| Belgrad         | 1          | 1        |
| Marseille       | 1          | 1        |
| Dortmund        | 1          | 1        |
| Rotterdam       | 1          | 0        |
| Birmingham      | 1          | 0        |
| Eindhoven       | 1          | 0        |
| Reims           | 0          | 2        |
| Valencia        | 0          | 2        |
| Florența        | 0          | 1        |
| Frankfurt       | 0          | 1        |
| Atena           | 0          | 1        |
| Leeds           | 0          | 1        |
| Saint-Étienne   | 0          | 1        |
| Mönchengladbach | 0          | 1        |
| Bruges          | 0          | 1        |
| Malmö           | 0          | 1        |
| Roma            | 0          | 1        |
| Genova          | 0          | 1        |
| Leverkusen      | 0          | 1        |
| Monaco          | 0          | 1        |